# HD 111968
HD 111968 (n Centauri) é uma estrela na constelação de Centaurus. Tem uma magnitude aparente visual de 4,27, indicando que é visível a olho nu em locais sem poluição luminosa excessiva. De acordo com medições de paralaxe, está localizada a uma distância de 149 anos-luz (45,6 parsecs) da Terra. É uma das estrelas observadas pela sonda Hipparcos com a menor variação de magnitude, com amplitude não maior que 0,01.
Esta estrela é uma subgigante ou gigante de classe A que já foi classificada com um tipo espectral de A4IV ou A7III. Tem uma massa próxima de 1,65 vezes a massa solar e uma idade mais provável na faixa de 0,2 a 1,0 bilhões de anos. Seu raio já foi dado como 1,1 e 3,9 raios solares. Está irradiando de sua fotosfera 31 vezes a luminosidade solar a uma temperatura efetiva de 7 835 K.
Uma fonte de raios X com luminosidade de 2,27×1028 erg/s foi detectada na posição de n Centauri, o que é anormal pois não é esperado que estrelas de classe A tenham o campo magnético necessário para produzir esse tipo de emissão. Isso sugere que os raios X são originados de uma estrela companheira de baixa massa, apesar de não haver evidências diretas da existência de uma segunda estrela no sistema.